# John Condon-emlékmű
A John Condon-emlékmű (John Condon Memorial) az első világháborúban elesett legfiatalabb katonának, John Condonnak állít emléket.

## Története
Az emlékmű Condon szőlővárosa, az írországi Waterford Cathedral Square-én áll. Pat Cunningham alkotását 2014. május 15-én leplezték le. A négy méter magas, bronzból készült csonka kúpot a waterfordi városi tanács és a John Condon-emlékbizottság állíttatta, elkészítése százezer euróba került.
John Cummins polgármester az ünnepségen elmondta, hogy a városból 4800 ember harcolt az első világháborúban, közülük több mint 1100 elesett, és a városlakók szerettek volna nekik emléket állítani.